# Llista de topònims de la Torre de Claramunt
Llista de topònims (noms propis de lloc) del municipi de la Torre de Claramunt, a l'Anoia
Informació actualitzada per un bot. Els canvis manuals es perdran quan s'actualitzi!

## casa
| imatge | Nom                      | Ubicat a              | instància de | Detalls                                | coordenades | Protecció                                  | Commons (més fotos) | Dades a WD                    |
| ------ | ------------------------ | --------------------- | ------------ | -------------------------------------- | --- | ------------------------------------------ | ------------------- | ----------------------------- |
|        | Cal Pascol               | la Torre de Claramunt | casa         | Estil: arquitectura popular            | 41° 30′ 57″ N, 1° 39′ 10″ E / 41.515913°N,1.65284°E ca:Vilanova d'Espoia (C/Major, 25 -Vilanova d'Espoia, 08789 La Torre de Claramunt) | bé integrant del patrimoni cultural català |                     | Modifica les dades a Wikidata |
|        | Casa a Vilanova d'Espoia | la Torre de Claramunt | casa         |                                        | | bé integrant del patrimoni cultural català |                     | Modifica les dades a Wikidata |
|        | Cases                    | la Torre de Claramunt | casa         |                                        | | bé integrant del patrimoni cultural català |                     | Modifica les dades a Wikidata |
|        | la Torre Nova            | la Torre de Claramunt | casa         | Estil: historicisme arquitectònic 1901 | 41° 31′ 57″ N, 1° 39′ 37″ E / 41.53247°N,1.660227°E ca:La Torre Alta (C/de la Torre Nova, 1-08789 La Torre de Claramunt)               | bé integrant del patrimoni cultural català |                     | Modifica les dades a Wikidata |

## curs d'aigua
| imatge | Nom            | Ubicat a                         | instància de | Detalls                                        | coordenades                                              | Protecció | Commons (més fotos) | Dades a WD                    |
| ------ | -------------- | -------------------------------- | ------------ | ---------------------------------------------- | -------------------------------------------------------- | --------- | ------------------- | ----------------------------- |
|        | Anoia          | Anoia Baix Llobregat Alt Penedès | curs d'aigua | Desemboca: Llobregat Llarg: 64km Conca: 929km² | 41° 28′ 43″ N, 1° 56′ 06″ E / 41.4785217°N,1.9351196°E   |           | Anoia River         | Modifica les dades a Wikidata |
|        | riera de Carme | Orpí Carme la Pobla de Claramunt | curs d'aigua | Desemboca: Anoia                               | 41° 32′ 59″ N, 1° 40′ 33″ E / 41.549683333333°N,1.6758°E |           | Riera de Carme      | Modifica les dades a Wikidata |

## edifici
| imatge | Nom                                    | Ubicat a              | instància de | Detalls                                  | coordenades | Protecció                                  | Commons (més fotos) | Dades a WD                    |
| ------ | -------------------------------------- | --------------------- | ------------ | ---------------------------------------- | --- | ------------------------------------------ | ------------------- | ----------------------------- |
|        | Cal Batlle                             | la Torre de Claramunt | edifici      | Estil: arquitectura popular 19th century | 41° 32′ 15″ N, 1° 41′ 19″ E / 41.537597°N,1.688596°E ca:La Torre Baixa (Torre Baixa, 70, 08789 La Torre de Claramunt)                  | bé integrant del patrimoni cultural català |                     | Modifica les dades a Wikidata |
|        | Can Mora                               | la Torre de Claramunt | edifici      | Estil: arquitectura popular              | | bé integrant del patrimoni cultural català |                     | Modifica les dades a Wikidata |
|        | Can Royo                               | la Torre de Claramunt | edifici      | Estil: arquitectura popular              | 41° 32′ 01″ N, 1° 38′ 57″ E / 41.533657°N,1.64927°E ca:Riera de Carme (Cal Roio, s/n, 08789 La Torre de Claramunt)                     | bé integrant del patrimoni cultural català |                     | Modifica les dades a Wikidata |
|        | Casa a l'Hort del Marrantxet           | la Torre de Claramunt | edifici      | Estil: arquitectura barroca              | | bé integrant del patrimoni cultural català |                     | Modifica les dades a Wikidata |
|        | Conjunt de construccions de pedra seca | la Torre de Claramunt | edifici      | Estil: arquitectura popular              | 41° 31′ 58″ N, 1° 40′ 33″ E / 41.53274°N,1.67584°E                                                                                     | bé integrant del patrimoni cultural català |                     | Modifica les dades a Wikidata |
|        | Societat Republicana Catalana          | la Torre de Claramunt | edifici      | Estil: noucentisme 1930                  | 41° 30′ 57″ N, 1° 39′ 11″ E / 41.51589°N,1.653011°E ca:Vilanova d'Espoia (C/Major, 17 -Vilanova d'Espoia, 08789 La Torre de Claramunt) | bé integrant del patrimoni cultural català |                     | Modifica les dades a Wikidata |

## entitat singular de població
| imatge | Nom                             | Ubicat a              | instància de                                   | Detalls  | coordenades | Protecció | Commons (més fotos) | Dades a WD                    |
| ------ | ------------------------------- | --------------------- | ---------------------------------------------- | -------- | --- | --------- | ------------------- | ----------------------------- |
|        | Ca l'Anton                      | la Torre de Claramunt | entitat singular de població                   | 309 hab  | 41° 32′ 06″ N, 1° 40′ 58″ E / 41.53497°N,1.68291°E 310 msnm                                                          |           |                     | Modifica les dades a Wikidata |
|        | Camaró                          | la Torre de Claramunt | entitat singular de població                   | 94 hab   | 41° 32′ 29″ N, 1° 40′ 37″ E / 41.54141631°N,1.67707219°E 339 msnm                                                    |           |                     | Modifica les dades a Wikidata |
|        | Vilanova d'Espoia               | la Torre de Claramunt | entitat singular de població                   | 173 hab  | 41° 31′ 00″ N, 1° 39′ 11″ E / 41.516744725392°N,1.6530536508014°E ca:Vilanova d'Espoia 434 msnm                      |           | Vilanova d'Espoia   | Modifica les dades a Wikidata |
|        | el Pla de la Torre              | la Torre de Claramunt | entitat singular de població                   | 83 hab   | 41° 32′ 23″ N, 1° 41′ 04″ E / 41.5398154783634°N,1.68445420858698°E 366 msnm                                         |           |                     | Modifica les dades a Wikidata |
|        | el Xaró (la Torre de Claramunt) | la Torre de Claramunt | entitat singular de població                   | 144 hab  | 41° 32′ 35″ N, 1° 40′ 14″ E / 41.542939698658834°N,1.6704779173197914°E 358 msnm                                     |           |                     | Modifica les dades a Wikidata |
|        | la Serra                        | la Torre de Claramunt | entitat singular de població                   | 33 hab   | 41° 30′ 44″ N, 1° 39′ 03″ E / 41.512214210546°N,1.6507509655123°E ca:La Serra (08789 La Torre de Claramunt) 450 msnm |           |                     | Modifica les dades a Wikidata |
|        | la Torre Baixa                  | la Torre de Claramunt | entitat singular de població                   | 141 hab  | 41° 32′ 19″ N, 1° 41′ 16″ E / 41.538645375684°N,1.68767875677231°E 383 msnm                                          |           | La Torre Baixa      | Modifica les dades a Wikidata |
|        | la Torre de Claramunt           | la Torre de Claramunt | entitat singular de població capital municipal | 1575 hab | 41° 32′ 02″ N, 1° 39′ 31″ E / 41.53379094°N,1.65871938°E 363 msnm                                                    |           |                     | Modifica les dades a Wikidata |
|        | les Pinedes de l'Armengol       | la Torre de Claramunt | entitat singular de població                   | 1563 hab | 41° 30′ 57″ N, 1° 37′ 36″ E / 41.51577568°N,1.62666321°E 500 msnm                                                    |           |                     | Modifica les dades a Wikidata |

## església
| imatge | Nom                                | Ubicat a              | instància de | Detalls                                   | coordenades | Protecció                                  | Commons (més fotos)                                    | Dades a WD                    |
| ------ | ---------------------------------- | --------------------- | ------------ | ----------------------------------------- | --- | ------------------------------------------ | ------------------------------------------------------ | ----------------------------- |
|        | Sant Joan de la Torre              | la Torre de Claramunt | església     | 18th century                              | 41° 32′ 01″ N, 1° 39′ 32″ E / 41.5337°N,1.658799°E ca:La Torre Alta (C/ del Castell s/n 08789 La Torre de Claramunt) | bé integrant del patrimoni cultural català | Església de Sant Joan Baptista (la Torre de Claramunt) | Modifica les dades a Wikidata |
|        | Sant Salvador de Vilanova d'Espoia | la Torre de Claramunt | església     | Estil: arquitectura romànica 12nd century | 41° 30′ 58″ N, 1° 39′ 15″ E / 41.516°N,1.65406°E ca:Vilanova d'Espoia 445 msnm                                       | bé integrant del patrimoni cultural català | Sant Salvador de Vilanova d'Espoia                     | Modifica les dades a Wikidata |

## forn de calç
| imatge | Nom                                    | Ubicat a              | instància de | Detalls                                  | coordenades | Protecció                                  | Commons (més fotos) | Dades a WD                    |
| ------ | -------------------------------------- | --------------------- | ------------ | ---------------------------------------- | --- | ------------------------------------------ | ------------------- | ----------------------------- |
|        | Forn de calç de Coll de Mata           | la Torre de Claramunt | forn de calç | Estil: arquitectura popular              | | bé integrant del patrimoni cultural català |                     | Modifica les dades a Wikidata |
|        | Forn de calç de la carretera d'Espoia  | la Torre de Claramunt | forn de calç | Estil: arquitectura popular 20th century | 41° 30′ 58″ N, 1° 39′ 52″ E / 41.51618°N,1.6644°E ca:Vilanova d'Espoia (Crta.BV-2135, pk.1,5 -Vilanova d'Espoia- 08789 La Torre de Claramunt) | bé integrant del patrimoni cultural català |                     | Modifica les dades a Wikidata |
|        | Forn de calç de les Pinedes d'Armengol | la Torre de Claramunt | forn de calç | Estil: arquitectura popular              | | bé integrant del patrimoni cultural català |                     | Modifica les dades a Wikidata |
|        | Forn de calç nou de Vilanova d'Espoia  | la Torre de Claramunt | forn de calç | Estil: arquitectura popular 20th century | 41° 30′ 59″ N, 1° 39′ 31″ E / 41.51633°N,1.65873°E ca:Vilanova d'Espoia (08789 La Torre de Claramunt)                                         | bé integrant del patrimoni cultural català |                     | Modifica les dades a Wikidata |
|        | Forn de calç vell de Vilanova d'Espoia | la Torre de Claramunt | forn de calç | Estil: arquitectura popular 19th century | 41° 30′ 58″ N, 1° 39′ 31″ E / 41.5162°N,1.65872°E ca:Vilanova d'Espoia (08789 La Torre de Claramunt)                                          | bé integrant del patrimoni cultural català |                     | Modifica les dades a Wikidata |
|        | Forns de calç de Coll de Mata          | la Torre de Claramunt | forn de calç | Estil: arquitectura popular 20th century | 41° 30′ 43″ N, 1° 40′ 02″ E / 41.51205°N,1.66728°E ca:Coll de Mata (08789 La Torre de Claramunt)                                              | bé integrant del patrimoni cultural català |                     | Modifica les dades a Wikidata |

## masia
| imatge | Nom                  | Ubicat a              | instància de | Detalls                     | coordenades | Protecció                                  | Commons (més fotos) | Dades a WD                    |
| ------ | -------------------- | --------------------- | ------------ | --------------------------- | --- | ------------------------------------------ | ------------------- | ----------------------------- |
|        | Ca l'Anton           | la Torre de Claramunt | masia        |                             | 41° 32′ 06″ N, 1° 40′ 58″ E / 41.5349699934323°N,1.6829101303069°E                                                                                             |                                            |                     | Modifica les dades a Wikidata |
|        | Ca l'Ermità          | la Torre de Claramunt | masia        |                             | 41° 31′ 49″ N, 1° 39′ 07″ E / 41.5302954870228°N,1.65183985548928°E ca:Pla de Cal Vilaseca (Mas Ca l'Ermità s/n 08789 La Torre de Claramunt)                   |                                            |                     | Modifica les dades a Wikidata |
|        | Ca l'Oliver          | la Torre de Claramunt | masia        |                             | 41° 32′ 14″ N, 1° 41′ 11″ E / 41.537260050863°N,1.68625623217051°E                                                                                             |                                            |                     | Modifica les dades a Wikidata |
|        | Cal Cosme            | la Torre de Claramunt | masia        | 18th century                | 41° 31′ 51″ N, 1° 39′ 11″ E / 41.5309480380386°N,1.65295305399385°E ca:Pla de Cal Vilaseca (Mas Cal Cosme s/n, 08789 La Torre de Claramunt)                    |                                            |                     | Modifica les dades a Wikidata |
|        | Cal Ferreries        | la Torre de Claramunt | masia        |                             | 41° 32′ 27″ N, 1° 41′ 16″ E / 41.5408277377587°N,1.68791036591303°E                                                                                            |                                            |                     | Modifica les dades a Wikidata |
|        | Cal Gramunt          | la Torre de Claramunt | masia        |                             | 41° 31′ 26″ N, 1° 39′ 35″ E / 41.5239473220296°N,1.65970223782245°E ca:Pla de Cal Vilaseca (Mas cal Gramunt s/n 08789 La Torre de Claramunt)                   |                                            |                     | Modifica les dades a Wikidata |
|        | Cal Guillot          | la Torre de Claramunt | masia        | 19th century                | 41° 32′ 17″ N, 1° 39′ 12″ E / 41.5381139575937°N,1.65340374642544°E ca:Riera de Carme (Cal Guillot, s/n, 08789 La Torre de Claramunt)                          |                                            |                     | Modifica les dades a Wikidata |
|        | Cal Llupià           | la Torre de Claramunt | masia        |                             | 41° 31′ 21″ N, 1° 40′ 07″ E / 41.5225656256268°N,1.66869564672105°E ca:Collet de Morei (08789 La Torre de Claramunt)                                           |                                            |                     | Modifica les dades a Wikidata |
|        | Cal Manou de Pollosa | la Torre de Claramunt | masia        |                             | 41° 30′ 56″ N, 1° 39′ 49″ E / 41.5154710254798°N,1.66352023230203°E                                                                                            |                                            |                     | Modifica les dades a Wikidata |
|        | Cal Morera Mestres   | la Torre de Claramunt | masia        |                             | 41° 31′ 59″ N, 1° 39′ 01″ E / 41.5331400650894°N,1.65016252546486°E                                                                                            |                                            |                     | Modifica les dades a Wikidata |
|        | Cal Muntades         | la Torre de Claramunt | masia        | 1974                        | 41° 31′ 10″ N, 1° 38′ 38″ E / 41.5195192917644°N,1.64386611125045°E ca:Vilanova d'Espoia (Mas Cal Muntades s/n-Vilanova d'Espoia, 08789 La Torre de Claramunt) |                                            |                     | Modifica les dades a Wikidata |
|        | Cal Ramonet          | la Torre de Claramunt | masia        |                             | 41° 32′ 29″ N, 1° 41′ 21″ E / 41.5414373808897°N,1.68924076959184°E                                                                                            |                                            |                     | Modifica les dades a Wikidata |
|        | Cal Robert           | la Torre de Claramunt | masia        | 18th century                | 41° 32′ 14″ N, 1° 39′ 19″ E / 41.5372522371783°N,1.65519582676247°E ca:La Torre Alta (Cal Robert, s/n- 08789 La Torre de Claramunt)                            |                                            |                     | Modifica les dades a Wikidata |
|        | Cal Torro            | la Torre de Claramunt | masia        |                             | 41° 31′ 47″ N, 1° 39′ 06″ E / 41.529708060245°N,1.65167225633649°E ca:Pla de Cal Vilaseca (Mas Cal Torró, s/n 08789 La Torre de Claramunt)                     |                                            |                     | Modifica les dades a Wikidata |
|        | Cal Vila-seca        | la Torre de Claramunt | masia        |                             | 41° 31′ 43″ N, 1° 39′ 32″ E / 41.5286663934628°N,1.65887366509689°E ca:Camí de la Torre de Claramunt a Vilanova d'Espoia                                       |                                            |                     | Modifica les dades a Wikidata |
|        | Can Jaume Llorenç    | la Torre de Claramunt | masia        |                             | 41° 30′ 39″ N, 1° 38′ 54″ E / 41.5108067476348°N,1.64823004523208°E ca:La Serra (Mas Can Jaume Llorenç s/n,- La Serra, 08789 La Torre de Claramunt)            |                                            |                     | Modifica les dades a Wikidata |
|        | Can Pasqual          | la Torre de Claramunt | masia        |                             | 41° 32′ 17″ N, 1° 41′ 10″ E / 41.5379172805585°N,1.68623094178085°E                                                                                            |                                            |                     | Modifica les dades a Wikidata |
|        | Casa Vella de Camaró | la Torre de Claramunt | masia        |                             | 41° 32′ 17″ N, 1° 40′ 47″ E / 41.5381663646162°N,1.67966844049787°E                                                                                            |                                            |                     | Modifica les dades a Wikidata |
|        | Caseta del Peó       | la Torre de Claramunt | masia        |                             | 41° 32′ 15″ N, 1° 40′ 44″ E / 41.5376087998458°N,1.6789605060011°E                                                                                             |                                            |                     | Modifica les dades a Wikidata |
|        | Mas Martí            | la Torre de Claramunt | masia        | Estil: arquitectura popular | | bé integrant del patrimoni cultural català |                     | Modifica les dades a Wikidata |
|        | Mas Rossinyol        | la Torre de Claramunt | masia        |                             | 41° 31′ 43″ N, 1° 39′ 47″ E / 41.528749584618°N,1.66292331293804°E ca:La Torre Alta (Mas Rossinyol s/n 08789 La Torre de Claramunt)                            |                                            |                     | Modifica les dades a Wikidata |
|        | Mas d'en Ponç        | la Torre de Claramunt | masia        |                             | 41° 30′ 24″ N, 1° 38′ 06″ E / 41.5067518237213°N,1.63512198240628°E                                                                                            |                                            |                     | Modifica les dades a Wikidata |
|        | el Manou Vell        | la Torre de Claramunt | masia        |                             | 41° 30′ 26″ N, 1° 39′ 29″ E / 41.507164642521°N,1.65795156998803°E ca:Coll de Mata (Mas el Manou Vell s/n 08789 La Torre de Claramunt)                         |                                            |                     | Modifica les dades a Wikidata |
|        | la Bòfia             | la Torre de Claramunt | masia        |                             | 41° 32′ 22″ N, 1° 41′ 13″ E / 41.5394036875511°N,1.68704003403513°E                                                                                            |                                            |                     | Modifica les dades a Wikidata |

## muntanya
| imatge | Nom                     | Ubicat a                                      | instància de | Detalls | coordenades | Protecció | Commons (més fotos) | Dades a WD                    |
| ------ | ----------------------- | --------------------------------------------- | ------------ | ------- | --- | --------- | ------------------- | ----------------------------- |
|        | Turó de la Casa Blanca  | la Torre de Claramunt                         | muntanya     |         | 41° 30′ 45″ N, 1° 40′ 04″ E / 41.5125°N,1.66789°E 526.3 msnm                                                      |           |                     | Modifica les dades a Wikidata |
|        | Turó del Felício        | la Torre de Claramunt                         | muntanya     |         | 41° 30′ 39″ N, 1° 40′ 16″ E / 41.51075833°N,1.67124167°E 552.6 msnm                                               |           |                     | Modifica les dades a Wikidata |
|        | Turó del Gall           | Mediona Cabrera d'Anoia la Torre de Claramunt | muntanya     |         | 41° 30′ 26″ N, 1° 40′ 48″ E / 41.507158°N,1.680028°E 41° 30′ 26″ N, 1° 40′ 48″ E / 41.5072°N,1.68003°E 582.9 msnm |           |                     | Modifica les dades a Wikidata |
|        | Turó dels Forns de Calç | la Torre de Claramunt                         | muntanya     |         | 41° 30′ 59″ N, 1° 38′ 34″ E / 41.51647778°N,1.64270833°E 472.3 msnm                                               |           |                     | Modifica les dades a Wikidata |

## nucli de població
| imatge | Nom              | Ubicat a              | instància de      | Detalls  | coordenades                                                             | Protecció | Commons (més fotos) | Dades a WD                    |
| ------ | ---------------- | --------------------- | ----------------- | -------- | ----------------------------------------------------------------------- | --------- | ------------------- | ----------------------------- |
|        | La Serra         | la Torre de Claramunt | nucli de població | 34 hab   |                                                                         |           |                     | Modifica les dades a Wikidata |
|        | Pinedes Armengol | la Torre de Claramunt | nucli de població | 1524 hab | 41° 30′ 51″ N, 1° 37′ 39″ E / 41.514199803367575°N,1.6274518429198102°E |           |                     | Modifica les dades a Wikidata |
|        | Pla de la Torre  | la Torre de Claramunt | nucli de població | 68 hab   |                                                                         |           |                     | Modifica les dades a Wikidata |
|        | la Rata          | la Torre de Claramunt | nucli de població |          | 41° 32′ 36″ N, 1° 40′ 57″ E / 41.54320600107°N,1.6824766817707°E        |           |                     | Modifica les dades a Wikidata |
|        | la Torre Alta    | la Torre de Claramunt | nucli de població | 1545 hab |                                                                         |           |                     | Modifica les dades a Wikidata |

## pont
| imatge | Nom                             | Ubicat a              | instància de | Detalls                       | coordenades | Protecció                                  | Commons (més fotos) | Dades a WD                    |
| ------ | ------------------------------- | --------------------- | ------------ | ----------------------------- | --- | ------------------------------------------ | ------------------- | ----------------------------- |
|        | Antic Pont de Vilanova d'Espoia | la Torre de Claramunt | pont         | 19th century                  | 41° 30′ 57″ N, 1° 39′ 32″ E / 41.515784°N,1.658973°E ca:Vilanova d'Espoia (08789 La Torre de Claramunt) 396 msnm           | bé integrant del patrimoni cultural català |                     | Modifica les dades a Wikidata |
|        | Pont Nou de Vilanova d'Espoia   | la Torre de Claramunt | pont         | 20th century                  | 41° 30′ 57″ N, 1° 39′ 32″ E / 41.515723888888886°N,1.6589269444444446°E ca:Vilanova d'Espoia (08789 La Torre de Claramunt) | bé integrant del patrimoni cultural català |                     | Modifica les dades a Wikidata |
|        | Pont de l'Anoia                 | la Torre de Claramunt | pont         | 2011 Estat: bon estat         | 41° 32′ 31″ N, 1° 41′ 24″ E / 41.54203°N,1.68997°E ca:La Torre Baixa (08789 La Torre de Claramunt) 264 msnm                |                                            |                     | Modifica les dades a Wikidata |
|        | Pont del Vidu                   | la Torre de Claramunt | pont         | Estat: malmès                 | 41° 31′ 58″ N, 1° 39′ 24″ E / 41.53287°N,1.65653°E ca:La Torre Alta (08789 La Torre de Claramunt) 315 msnm                 |                                            |                     | Modifica les dades a Wikidata |
|        | Pont del ramal del Rec Major    | la Torre de Claramunt | pont         | 19th century Estat: bon estat | 41° 32′ 20″ N, 1° 41′ 07″ E / 41.53897°N,1.68537°E ca:La Torre Baixa (08789 La Torre de Claramunt) 270 msnm                |                                            |                     | Modifica les dades a Wikidata |
|        | Pont del rec de la Torre Baixa  | la Torre de Claramunt | pont         | 18th century                  | 41° 32′ 20″ N, 1° 41′ 07″ E / 41.53897°N,1.68541°E ca:La Torre Baixa (08789 La Torre de Claramunt) 270 msnm                |                                            |                     | Modifica les dades a Wikidata |

## serra
| imatge | Nom                   | Ubicat a                    | instància de | Detalls | coordenades                                                         | Protecció | Commons (més fotos) | Dades a WD                    |
| ------ | --------------------- | --------------------------- | ------------ | ------- | ------------------------------------------------------------------- | --------- | ------------------- | ----------------------------- |
|        | Muntanya de Vila-seca | la Torre de Claramunt       | serra        |         | 41° 31′ 15″ N, 1° 39′ 06″ E / 41.52093611°N,1.65178528°E 456.9 msnm |           |                     | Modifica les dades a Wikidata |
|        | serra d'Espoia        | Carme la Torre de Claramunt | serra        |         | 41° 31′ 20″ N, 1° 38′ 09″ E / 41.52235°N,1.63574583°E 456.3 msnm    |           |                     | Modifica les dades a Wikidata |

## Misc
| imatge | Nom                                         | Ubicat a                         | instància de        | Detalls                                  | coordenades                                                                                        | Protecció                                            | Commons (més fotos)                        | Dades a WD                    |
| ------ | ------------------------------------------- | -------------------------------- | ------------------- | ---------------------------------------- | -------------------------------------------------------------------------------------------------- | ---------------------------------------------------- | ------------------------------------------ | ----------------------------- |
|        | Aqüeducte del Torrent de Camaró             | la Torre de Claramunt            | aqüeducte           | Estil: arquitectura popular 18th century | 41° 32′ 20″ N, 1° 41′ 07″ E / 41.53897°N,1.68541°E ca:La Torre Baixa (08789 La Torre de Claramunt) | bé integrant del patrimoni cultural català           |                                            | Modifica les dades a Wikidata |
|        | Casal defensiu                              | la Torre de Claramunt            | casa forta          | Estil: arquitectura popular              | 41° 30′ 58″ N, 1° 39′ 13″ E / 41.516104°N,1.653693°E                                               | bé integrant del patrimoni cultural català           |                                            | Modifica les dades a Wikidata |
|        | Castell de la Torre de Claramunt            | la Torre de Claramunt            | castell             | Estil: art romànic                       | 41° 32′ 02″ N, 1° 39′ 30″ E / 41.5339°N,1.65833°E ca:Carrer Castell s/n                            | bé d'interès cultural bé cultural d'interès nacional | Castell de la Torre de Claramunt           | Modifica les dades a Wikidata |
|        | Polígon industrial de la Torre de Claramunt | la Torre de Claramunt            | polígon industrial  |                                          | 41° 32′ 06″ N, 1° 39′ 56″ E / 41.534867978067°N,1.66547049147905°E                                 |                                                      |                                            | Modifica les dades a Wikidata |
|        | Torre de Can Mora                           | la Torre de Claramunt            | torre de sentinella | Estil: arquitectura popular              | | bé integrant del patrimoni cultural català           |                                            | Modifica les dades a Wikidata |
|        | barraca de vinya (Torre de Claramunt)       | la Torre de Claramunt            | barraca de vinya    | Estil: arquitectura popular              | 41° 31′ 00″ N, 1° 39′ 51″ E / 41.516544°N,1.664082°E                                               | bé integrant del patrimoni cultural català           |                                            | Modifica les dades a Wikidata |
|        | casa consistorial de la Torre de Claramunt  | la Torre de Claramunt            | casa consistorial   |                                          | 41° 32′ 01″ N, 1° 39′ 30″ E / 41.5335422°N,1.6582102°E                                             |                                                      | Casa consistorial de la Torre de Claramunt | Modifica les dades a Wikidata |
|        | collet de Morei                             | Capellades la Torre de Claramunt | collada             |                                          | 41° 31′ 22″ N, 1° 40′ 44″ E / 41.5227°N,1.67891°E 420.2 msnm                                       |                                                      |                                            | Modifica les dades a Wikidata |
|        | corral del Vila                             | la Torre de Claramunt            | cabana              |                                          | 41° 31′ 38″ N, 1° 40′ 30″ E / 41.52735939371°N,1.67510578356725°E                                  |                                                      |                                            | Modifica les dades a Wikidata |